# Agrotis anteposita
Agrotis anteposita là một loài bướm đêm trong họ Noctuidae.